# پروپینال
پروپینال (به انگلیسی: Propynal) یک ترکیب آلی با فرمول مولکولی HC۲CHO است. این مولکول، ساده ترین ترکیب شیمیایی است که شامل هر دو گروه عاملی آلکین و آلدهید است. پروپینال یک مایع بی‌رنگ با خاصیت انفجاری است.
این ترکیب خواصی از خود نشان می‌دهد که از یک ترکیب آلدهیدی آلکینی انتظار می‌رود؛ شرکت در واکنش‌های الکترون‌دوستی. پروپینال به‌عنوان یک دی‌ان‌دوست (Dienophile)، یک پذیرنده مناسب در واکنش مایکل به‌حساب می‌آید. در اثر واکنش یک معرف گرینیارد با پروپیونال، واکنش افزایشی در محل کربن کربونیل رخ می‌دهد (افزایش ۱و۲).

## فراوانی در محیط میان ستاره‌ای
پروپینال در محیط میان ستاره‌ای مشاهده شده‌است. فرض بر این است که این مولکول از یک کمپلکس مونوکسید کربن-استیلن تشکیل می‌شود. یکی دیگر از مسیرهای ممکن برای تشکیل پروپیونال با آب است.

## خطرات
احتمالاً به این علت که پروپینال تمایل به پلیمریزاسیون دارد، یک ماده انفجاری به‌شمار می‌رود.